# Johannes Flamingus
Johannes Flamingus († um 1598) war ein flämisch-deutscher Kapellmeister und Komponist der Renaissance.

## Leben
Über sein Leben ist nicht viel bekannt. Von 1565 bis 1567 war er in Leiden als zangmeester tätig; der fünfte und sechste Band der an der Pieterskerk (Leiden) entstandenen Leidener Chorbücher enthalten 62 Werke in seiner charakteristischen Handschrift. 32 dieser Werke sind mit seinem Namen gekennzeichnet, die anderen werden ihm ebenfalls zugeschrieben.
1571 berief ihn Herzog Johann Albrecht I. von Mecklenburg-Schwerin als Nachfolger von David Köler zum Hofkapellmeister und Leiter der „Hof-Cantorej“, der heutigen Staatskapelle Schwerin. Aus diesem Jahr ist sein Opusculum Cantionum, eine Sammlung einer fünfstimmigen Messe und 10 vier- bis sechsstimmiger Motetten, in der Universitätsbibliothek Rostock erhalten. Sämtliche Sätze der Messe enthalten die Interpolation Vivat Joannes dux megapolensis in aeternum (Es lebe Johannes Herzog von Mecklenburg in Ewigkeit), im Agnus Dei ist sie als zweistimmiger Kanon gesetzt. Es wird vermutet, dass die Messe und die Motetten zur Feier des Endes des Dreikronenkriegs entstanden.
Im Januar 1573 bescheinigt er noch, das Schulgeld für sechs Cantorey Knaben erhalten zu haben; doch später im selben Jahr scheint er Schwerin verlassen zu haben, denn er wird als Kantor in Zwickau erwähnt. Sein Nachfolger in Schwerin wurde Thomas Mancinus (Menckin).

## Werke
- Opusculum cantionum, 1571. Hrsg. von Ole Kongsted (Capella Hafniensis Editions Serie A: Renaissancemusik, 2). København: Capella Hafniensis Editions in cooperation with The Royal Library, 2002 ISMN M-706785-01-1
- O Lamm Gottes, unschuldig: Motette für vier Stimmen aus dem „Opusculum Cantionum 1571“. Bearbeitet von Hartwig Eschenburg. [Rostock]: Selbstverlag des Bearb., 2003